# Андреј Громико
Андреј Андрејевич Громико (рус. Андре́й Андре́евич Громы́ко; 18. јул 1909 — 9. јул 1989) био је министар спољних послова од 1957. до 1985. и председник Совјетског Савеза од 1985. до 1988. године. Био је и совјетски амбасадор у више земаља, те учествовао у многим преговорима око смањења нуклеарног наоружања за време Хладног рата.

## Биографија

### Младост и школовање
Рођен је у сељачкој породици у селу Старија Грамики код Гомеља, Белорусија. Године 1923, био је изабран за Првог секретара локалне организације Комсомола. Основну школу завршио је у Гомељу, а средњу техничку у Борисову. Године 1931, постао је члан Свесавезне комунистичке партије (бољшевика). Студије је наставио у Дзержинску. Године 1934, Громико и његова породица пресељени су у Москву. Године 1936, након три године студирања економије, Громико је постао истраживач и предавач на Совјетској академији наука. Подручје којим се бавио била је економија САД, на темељу чега је издао неколико књига. Комисија Централног комитета СКП(б) одабрала га је, 1939. године, за функционера у дипломатији. Тада се упознао с Вјачеславом Молотовим и Георгијем Маљенковим.

### Политичка каријера
Громико је у Комесаријату за спољне послове првобитно радио у Одељењу за Америке, да би га након шест месеци Јосиф Стаљин одредио за аташеа у Совјетској амбасади у САД. Године 1943, наследио је Максима Литвинова на месту амбасадора Совјетског Савеза у САД. Тих се година упознао са многим познатим личностима попут Чарлија Чаплина и Мерлин Монро. Такође је био совјетски делегат у Техерану, Дамбартон Оуксу, Јалти и у Потсдаму. Године 1943, Совјетски Савез је успоставио дипломатске односе с Кубом, па је Громико исте године постао совјетски амбасадор у Хавани. Године 1945, вратио се у Москву на прославу победе у Великом отаџбинском рату.
Априла 1946. године, Громико је постао стални представник Совјетског Савеза у Уједињеним нацијама. У почетку је на УН-овим седницама стално користио вето у корист Совјетског Савеза, због чега је постао популаран под надимком Господин Њет. Јуна 1952, постао је совјетски амбасадор у Уједињеном Краљевству.
Године 1957, вратио се у Москву и постао министар спољних послова Совјетског Савеза. Играо је важну улогу у преговорима између Никите Хрушчова и Џона Кенедија у решавању Кубанске ракетне кризе 1962. године. Био је заслужан за постизање Споразума о делимичној забрани вршења атомских експеримената 1963. године и потписивање мировног споразума између Пакистана и Индије, чиме је био завршен Индијско-пакистански рат 1965. године. Наредних година је био заслужан и за остале споразуме који су ограничавали наоружање суперсила, попут АБМ-а, САЛТ-а I и Споразума о спречавању нуклеарног рата из 1973. године. Године 1973, Громико је постао члан Политбироа ЦК КПСС.

Након што је Михаил Горбачов дошао на власт 1985. године, сменио је Громика са функције министра спољних послова и поставио га за председника Президијума Врховног совјета Совјетског Савеза, функција која није била превише утицајна. На партијској конференцији 1988. године, Валдимир Мељников је оптужио Громика да је као члан Брежњевљеве администарије одговоран за економску кризу која је од тада захватила Совјетски Савез. Громико је одбацио оптужбе, али је свеједно одлучио да својевољно напусти политику. Дана 1. октобра 1988, Громико је поднео оставку на место председника Президијума Врховног совјета Совјетског Савеза, а ту је функцију преузео Горбачов.

### Смрт и наслеђе
Андреј Громико умро је 2. јула 1989. године, недуго након пензионисања. По жељи породице, сахрањен је на гробљу Новодевичје.
Дана 18. јула 2009. године, у Белорусији је свечано обележена 100. годишњица Громикова рођења. Церемонији су присуствовали његов син Анатолиј и кћерка Емилија. Тим су поводом једна улица и школа у Гомељу добили његово име.